# Graciliano Alpuche Pinzón
Graciliano Alpuche Pinzón (n. Mérida, Yucatán, 2 de abril de 1919-f. 2 de diciembre de 1990). Fue un militar y político mexicano, que fue Senador y Gobernador de Yucatán.
Alpuche Pinzón realizó toda su carrera militar fuera del estado de Yucatán de donde había salido muy joven al ingresar al ejército, por lo tanto era prácticamente desconocido por la población y el mismo era totalmente ajeno al estado y a la clase política que lo dominaba, en 1976 fue elegido Senador por Yucatán como parte de las llamadas cuotas extraoficiales que el Partido Revolucionario Institucional concedía al Ejército Mexicano aun cuando constitucionalmente este no podía tener participación política. Por las mismas condiciones y ante el desacuerdo del entonces gobernador de Yucatán Francisco Luna Kan que vetó como sucesor suyo a Víctor Cervera Pacheco, Graciliano Alpuche Pinzón fue nominado como candidato a Gobernador y electo en 1982.
El gobierno de Alpuche Pinzón solo duró dos años, debido a que por su profundo desconocimiento y poca experiencia política tuvo como consecuencia la ingobernabilidad del estado, finalmente el 16 de febrero de 1984 fue obligado a pedir licencia "por motivos de salud" presionado por el secretario de Gobernación Manuel Bartlett Díaz y para sustituirlo el Congreso del Estado de Yucatán designó a Víctor Cervera Pacheco.